# 本多忠薫
本多 忠薫（ほんだ ただしげ）は、江戸時代中期の近江国膳所藩の世嗣。官位は従五位下・縫殿頭、伊勢守。

## 略歴
膳所藩嫡子・本多康桓の長男として誕生。父が家督相続により7代藩主となるとその世嗣となる。宝暦11年（1761年）叙任するが、病弱を理由に明和元年（1764年）廃嫡された。代わって、叔父・康政が伊勢国神戸藩から養子に迎えられて嫡子となった。

## 系譜
- 父：本多康桓（1714-1769）
- 母：不詳
- 正室：加藤泰衑の娘
- 生母不明の子女
  - 長男：本多康完（1769-1806） - 本多康匡の養子
  - 三男：本多康禎（1787-1848） - 本多康完の養子
  - 四男：本多忠升（1791-1859） - 本多忠奝の養子
  - 女子：本多康匡養女 - 板倉勝長継室
  - 女子：本多直美養女
  - 女子：本多忠暁室
  - 女子：本多光武養女
  - 女子：本多朝著養女
  - 女子：本多忠和正室